# Gouvernement Mowinckel III
Hornsrud Nygaardsvold
Le Gouvernement Mowinckel III est un gouvernement norvégien mené par Johan Ludwig Mowinckel. Ce gouvernement est à la tête de la Norvège du 3 février 1933 au 20 mars 1935. 
Il s'agit, comme souvent à cette époque, d'un gouvernement minoritaire mais exclusivement composé de membres du parti Venstre. Les législatives de 1930 avaient été l'occasion d'une remontée du parti libéral (+3 députés) bien qu'il soit devancé à la fois par le parti travailliste et le parti conservateur.
Mais les législatives de 1933, qui ont lieu en octobre, marquent un très net recul des libéraux et des conservateurs (-9 députés chacun) et une très nette progression des travaillistes (+22 députés) qui restent le premier parti au Storting et se rapproche de la majorité absolue avec 69 députés.

## Composition
| Ministère                                            | Nom                    | Date                        |
| ---------------------------------------------------- | ---------------------- | --------------------------- |
| Premier Ministre et Ministre des Affaires étrangères | Johan Ludwig Mowinckel |                             |
| Ministre du culte et de l'Enseignement               | Knut Liestøl           |                             |
| Ministre de la Justice                               | Arne Toralf Sunde      |                             |
| Ministre de la Défense                               | Jens Isak Kobro        |                             |
| Ministre des Finances                                | Per Berg Lund          | du 03.03.1933 au 03.11.1934 |
|                                                      | Gunnar Jahn            | du 03.11.1934 au 20.03.1935 |
| Ministre du Commerce                                 | Lars O. Meling         |                             |
| Ministre du Travail                                  | Ole Monsen Mjelde      |                             |
| Ministre de l'Agriculture                            | Håkon Five             |                             |
| Ministre des Affaires sociales                       | Ole N. Strømme         | du 03.03.1933 au 28.10.1933 |
|                                                      | Trygve Utheim          | du 28.10.1933 au 20.03.1935 |